# Château de Chaban
Le château de Chaban (parfois orthographié château de Chabans) est un château français situé à Saint-Léon-sur-Vézère, dans le Périgord noir dans le département de la Dordogne. 
Il fait l'objet d'une protection au titre des monuments historiques.

## Historique
Dans « Mémoires pour demain », Jacques Chaban-Delmas confie que c'est le nom de ce château qui lui a inspiré en 1943 son nom de résistant, « Chaban », parce que se promenant, il avait vu un écriteau « Château de Chaban ».
Bernard Benson en a été propriétaire. 
Les façades et toitures du château sont inscrites au titre des monuments historiques depuis le 17 février 1972.